# Солобковецька волость
Солобковецька волость — історична адміністративно-територіальна одиниця Ушицького повіту Подільської губернії з центром у містечку Солобківці.

## Склад волості
Станом на 1885 рік складалася з 15 поселень, 11 сільських громад. Населення — 9 811 осіб (5 000 чоловічої статі та 4 811 — жіночої), 1521 дворових господарства.
|                     | Площа, десятин | У тому числі орної, десятин |
| ------------------- | -------------- | --------------------------- |
| Сільських громад    | 6041           | 5167                        |
| Приватної власності | 11584          | 7032                        |
| Казенної власності  | —              | —                           |
| Іншої власності     | 517            | 447                         |
| Загалом             | 18412          | 12645                       |

Основні поселення волості:
- Солобківці — містечко 40 верст від повітового міста, 1446 осіб, 251 дворових господарств, 2 православних церкви, костел, заїжджий будинок, базар через 2 тижні.
- Андріївка — колишнє власницьке село при річці Ушиця, 206 осіб, 41 дворових господарств, православна церква.
- Гамарня — колишнє власницьке село при річці Ушиця, 128 осіб, 33 дворових господарств, водяний млин,
- Корначівка — колишнє власницьке село при річці Ушиця, 426 осіб, 71 дворових господарств, православна церква, заїжджий будинок.
- Мала Тернавка — колишнє власницьке село, 614 осіб, 11 дворових господарств, православна церква, заїжджий будинок, 3 млини, цегельня.
- Майдан-Морозівський — колишнє власницьке село, 325 осіб, 58 дворових господарств.
- Малієвецька Слобідка — колишнє власницьке село при річці Ушка, 504 осіб, 86 дворових господарств, заїжджий будинок, 3 водяних млини.
- Маліївці — колишнє власницьке село при річці Ушка, 620 осіб, 113 дворових господарств, православна церква, заїжджий будинок, ярмарок.
- Морозів — колишнє власницьке село при річці Ушка, 650 осіб, 141 дворових господарств, православна та римо-католицькі каплиці, заїжджий будинок, водяний млин.
- Покутинці — колишнє власницьке село при річці Ушка, 800 осіб, 154 дворових господарств, православна церква, заїжджий будинок, 3 водяних млини.
- Проскурівка — колишнє власницьке село при річці Ушка, 1208 осіб, 203 дворових господарств, православна церква, заїжджий будинок, паперовий та цукровий заводи.
- Стріхівці — колишнє власницьке село, 701 осіб, 119 дворових господарств, православна церква, заїжджий будинок.
- Томашівка — колишнє власницьке село, 738 осіб, 138 дворових господарств, православна церква, заїжджий будинок,

## Ліквідація волості
Друга сесія ВУЦВК VII скликання, яка відбувалася 12 квітня 1923 р., своєю постановою «Про новий адміністративно-територіальний поділ України» скасувала волості і повіти, замінивши їх районами. Більша частина сіл Солобковецької волості ввійшла до складу Солобковецького району, село Покутинці — до Зіньківського району, а Мала Тернавка та Томашівка — до Дунаєвецького району. Після ліквідації Солобковецького району у 1959 році усі більшість сіл ввійшли до складу Ярмолинецького району (за винятком Томашівки і Малої Тернавки, які залишилися у складі Дунаєвецького району, а село Покутинці відійшли до Віньковецького району.